# Herfried Münkler

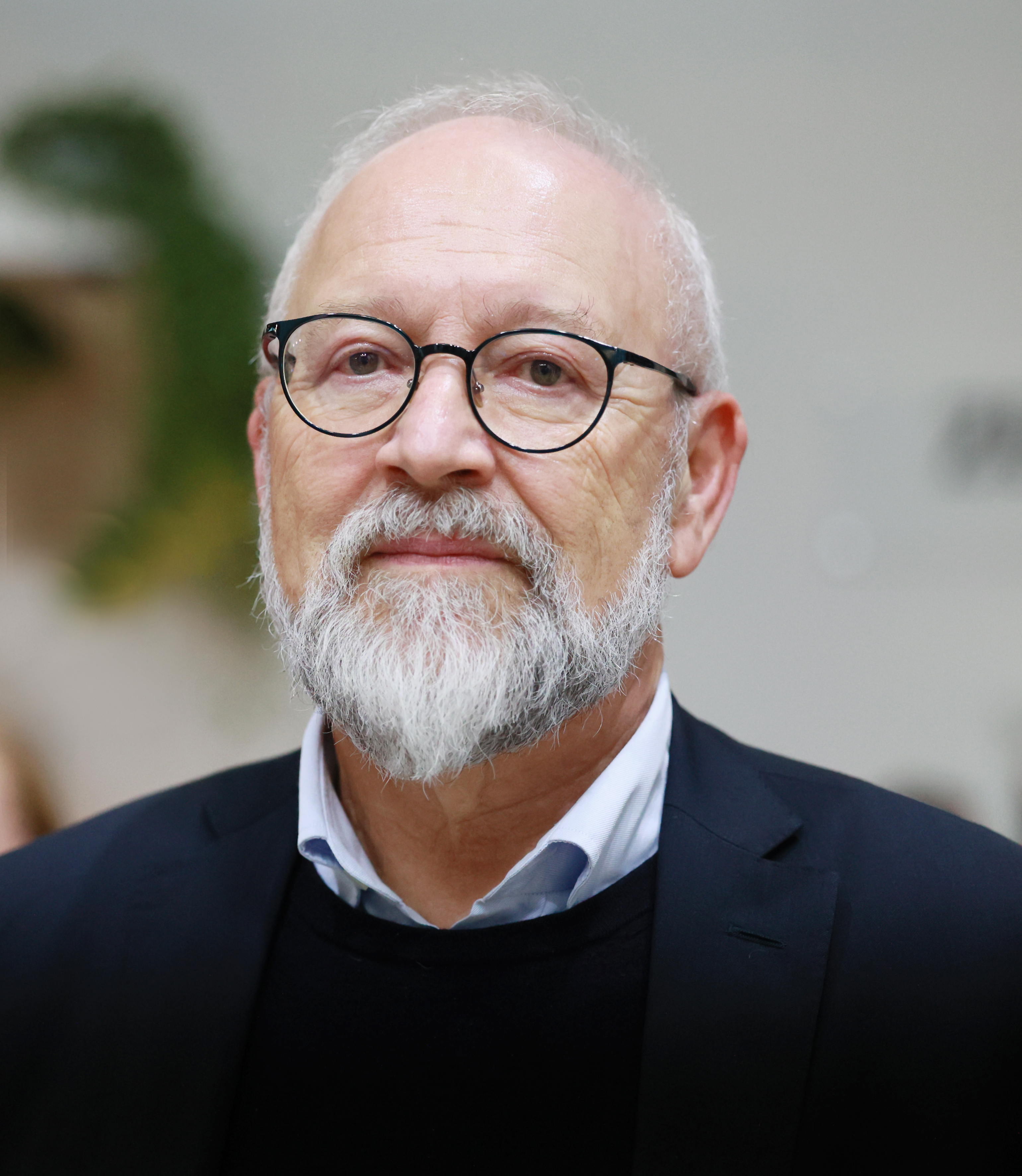
Herfried Münkler, 2023

Herfried Münkler (* 15. August 1951 in Friedberg, Hessen) ist ein deutscher Politikwissenschaftler mit dem Schwerpunkt Politische Theorie und Ideengeschichte. Er lehrte als ordentlicher Professor am Institut für Sozialwissenschaften der Humboldt-Universität zu Berlin. Münkler wurde durch seine Forschungen zu Machiavelli bekannt. Im Oktober 2018 wurde er emeritiert.

## Leben
Münklers Eltern arbeiteten im Schuldienst; er hat zwei Geschwister. An der Augustinerschule Friedberg belegte er das altsprachliche Profil und machte dort 1970 das Abitur. In seiner Jugend war Münkler Mitglied der Jusos.
Münkler nahm ein Studium der Germanistik, der Politikwissenschaft und der Philosophie an der Goethe-Universität Frankfurt am Main auf, das er 1977 mit dem 1. Staatsexamen für das Lehramt an Höheren Schulen in Deutsch und Sozialkunde beendete. Danach arbeitete Münkler an seiner Dissertation über Machiavelli. Die Begründung des politischen Denkens der Neuzeit aus der Krise der Republik Florenz, die heute als Standardwerk gilt. 1981 wurde er bei Iring Fetscher zum Dr. phil. promoviert. Ab 1982 war er als wissenschaftlicher Mitarbeiter am Fachbereich Gesellschaftswissenschaften der Goethe-Universität angestellt. Dort habilitierte er sich 1987 mit einer Schrift zum Thema der Staatsraison, publiziert im S. Fischer Verlag unter dem Titel Im Namen des Staates: die Begründung der Staatsraison in der frühen Neuzeit, und erhielt die Venia Legendi für Politologie. Seine Dissertation und Habilitationsschrift waren richtungsweisend für sein späteres Schaffen.
Daraufhin erhielt er am selben Fachbereich eine Vertretungsprofessur für Politikwissenschaft. Im März 1992 folgte Münkler einem Ruf der Humboldt-Universität Berlin auf den Lehrstuhl für Theorie der Politik am Fachbereich Sozialwissenschaften. Einen Ruf auf das Ordinariat für politische Philosophie an der Universität Zürich lehnte er 1992 genauso ab wie 2002 den Ruf auf eine Professur für Politikwissenschaft an der Universität Augsburg. 1992/93 war er Dekan des Fachbereichs und 2002/03 Direktor des Instituts für Sozialwissenschaften. Seine Forschungsschwerpunkte sind u. a. Politische Theorie, Kulturforschung, Ideengeschichte, Kriegsgeschichte, Kriegstheorie, Risiko und Sicherheit. Zu seinen akademischen Schülern gehören (Stand: 2014) 42 Doktoranden und 18 Habilitanden, u. a. Marcel M. Baumann, Harald Bluhm, Matthias Bohlender, Paula Diehl, Karsten Fischer, Jens Hacke, Eva Marlene Hausteiner, Andreas Herberg-Rothe, Sebastian Huhnholz, Bernd Ladwig, Marcus Llanque, Grit Straßenberger und Siegfried Weichlein.
Von 1988 bis 1999 war er für den Bereich Politische Theorie bei der Politischen Vierteljahresschrift verantwortlich. 1993 war er Gastdozent am Institut für Höhere Studien in Wien. 2001 hielt er eine Akademieprofessur der Berlin-Brandenburgischen Akademie der Wissenschaften. Von 2004 bis 2008 war er Mitglied des Sonderforschungsbereichs 640 („Repräsentationen sozialer Ordnungen im Wandel“). 2004/05 war er Gastprofessor am Wissenschaftszentrum Berlin für Sozialforschung. 2006/07 koordinierte er den Exzellenzcluster „Security and Risk“. Seit 2009 gehörte er dem Sonderforschungsbereich 644 („Transformationen der Antike“) an. Darüber hinaus ist er Mitglied der DFG-Forschergruppe „Gesellschaftsvergleich“ und im Programm „Theorie politischer Institutionen“ engagiert. 2016/2017 war er Carl Friedrich von Siemens Fellow der Carl Friedrich von Siemens Stiftung in München.
Münkler gehörte zu den Experten, die an dem vom Auswärtigen Amt durchgeführten Projekt Review 2014 – Außenpolitik Weiter Denken teilnahmen. In seinem Beitrag betonte er, dass die deutsche Außenpolitik an den Interessen Deutschlands, weniger an seinen Werten orientiert sei. Diese Tatsache müsse ehrlich kommuniziert werden, um die „demokratische Vulnerabilität“ deutscher Außenpolitik zu mindern.
Er ist u. a. Reihenherausgeber („Politische Ideen“) beim Akademie-Verlag. Münkler veröffentlichte in Fachzeitschriften wie International Review of Sociology, Internationale Politik, Politische Vierteljahresschrift, Soziologische Revue, Deutsche Zeitschrift für Philosophie, Kölner Zeitschrift für Soziologie und Sozialpsychologie, Aus Politik und Zeitgeschichte, Archiv für Rechts- und Sozialphilosophie, Journal of Political Philosophy, Leviathan – Berliner Zeitschrift für Sozialwissenschaft und Blätter für deutsche und internationale Politik. Außerdem war er Autor von gesellschaftspolitischen Kolumnen in der Frankfurter Rundschau.
Münkler ist seit August 1983 mit der Literaturwissenschaftlerin Marina Münkler verheiratet; der Ehe entstammen die Rechtswissenschaftlerin Laura Münkler (* 1985) sowie der Physiker Hagen Münkler (* 1988).

## Werk und Rezeption

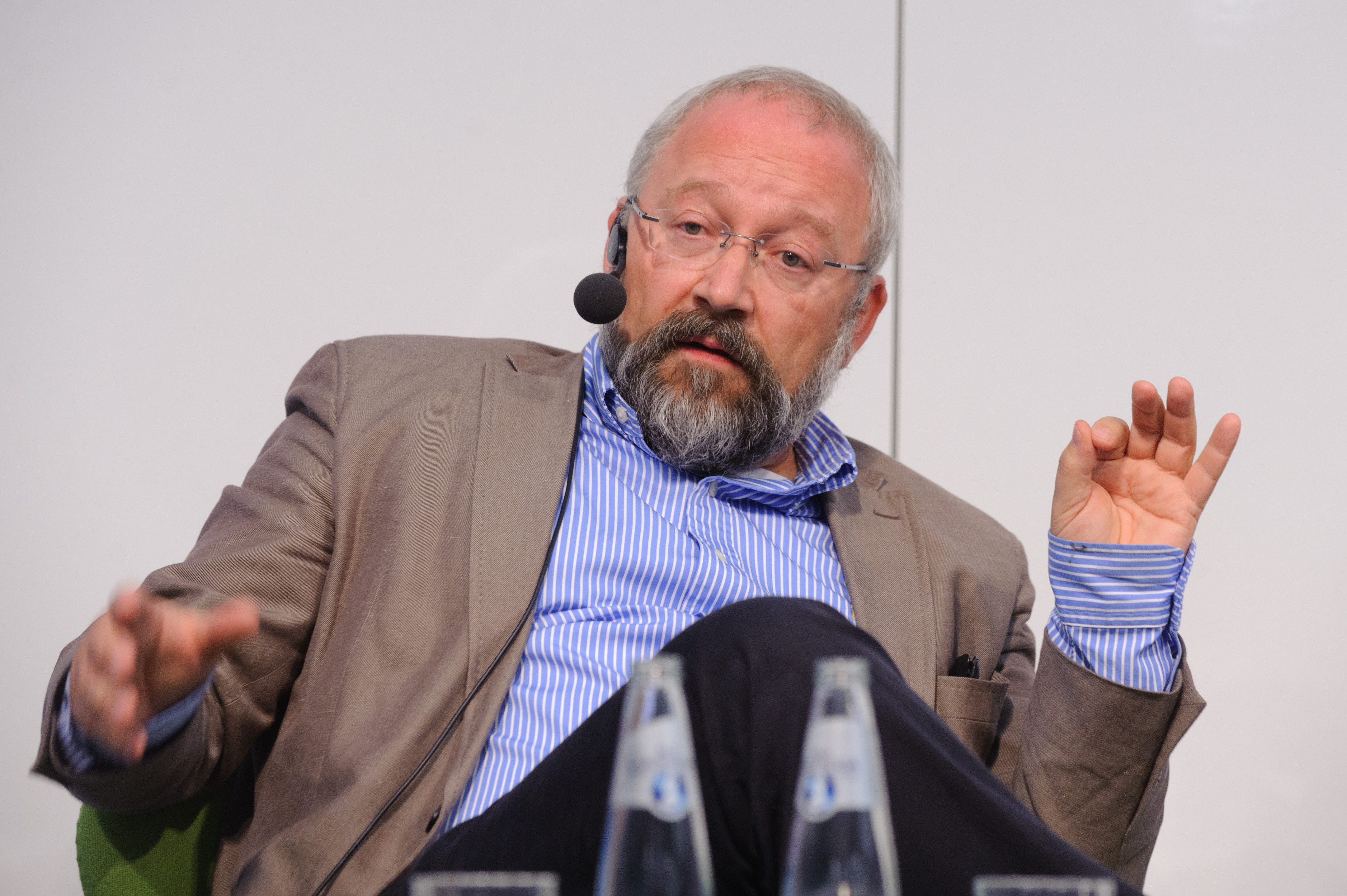
Herfried Münkler, 2011

Neben seiner Arbeit über Machiavelli gelten die Werke Die neuen Kriege (2002) und Imperien. Die Logik der Weltherrschaft – vom Alten Rom bis zu den Vereinigten Staaten (2005) als herausragend.
Das mit Iring Fetscher, seinem akademischen Lehrer, von 1985 bis 1993 herausgegebene Sammelwerk Pipers Handbuch der politischen Ideen gilt als „Standardwerk zur Ideengeschichte schlechthin“ (Jürgen Hartmann und Luise Sanders). Walter Reese-Schäfer und Samuel Salzborn bezeichneten die Bände als „bedeutend“ und als „sehr umfangreichen Überblick“. Das Werk sei „in vieler Hinsicht vorbildlich […] und bis heute unerreicht“ geblieben.
1993 legte Münkler im Campus-Verlag eine Einführung in die politische Philosophie von Thomas Hobbes vor. Münkler nehme eine „politikwissenschaftliche Perspektive“ ein, so der Trierer Philosoph Dieter Hüning, der kritisierte, dass der Autor die Moral- und Rechtsphilosophie „ausblende“ und neue angelsächsische Forschungsergebnisse „vernachlässige“.
Zusammen mit seiner Gattin Marina verfasste Münkler das im Jahr 2000 im Verlag C. H. Beck erschienene Lexikon der Renaissance. In seiner Rezension bezeichnete der Frankfurter Rechtshistoriker und -philosoph Hans Erich Troje Münkler als einen der „derzeit am besten ausgewiesenen deutschen Renaissanceforscher“ und lobte letztlich die Sachkunde der Autorenschaft. Es sei ein zuverlässiges, „interessantes und belehrendes Unterhaltungsbuch“ entstanden, das zwar nicht als „Lexikon“, wohl aber über das Personenregister als „Nachschlagewerk“ fungieren könne. Er sprach weiterhin von einem „Lesegenuss“, welcher den „Ärger über den mit dem Begriff ‚Lexikon‘ betriebenen Etikettenschwindel“ mindere.
In seinem Buch Die neuen Kriege – das in den Übersichtsband Klassiker der Sozialwissenschaften. 100 Schlüsselwerke im Portrait aufgenommen wurde – vertritt Münkler die These, dass die konventionellen symmetrischen Kriege zwischen Staaten durch asymmetrische Kriege abgelöst worden seien. Drei Elemente seien für diese neuen Kriege wesentlich: die „Entstaatlichung“, die „Asymmetrisierung“ und die „Automatisierung kriegerischer Gewalt“.
Markus Holzinger lobte 2011 die argumentative Brillanz Münklers, merkt aber an, dass sich um dessen Thesen ein kontroverser Disput in der Fachwelt entwickelt habe. So bezeichnete Raul Zelik das Buch Imperien als „Kampfschrift“, in der Münkler „der Elite jene Beschreibung der Weltlage souffliert, welche die Macht benötige, um als solche zu bestehen und sich neu positionieren zu können.“ G. John Ikenberry lobt diese Monografie (2005) als eine der „wenigen hervorragenden Schriften“ zum Thema Imperien.
In Mitte und Maß (2010) gibt Münkler einen Überblick über die griechische und chinesische Antike sowie über das europäische Mittelalter und die Moderne, um ein Rezept zum gemäßigten Zusammenleben in der deutschen Gegenwart anzubieten. Kritiker bemängeln, dass sich Mitte und Maß durch diese inhaltliche Überfrachtung der „Publizistik“ annähere. „So schrammt das Buch hart die Grenzen zum intelligenten, aber hoffnungslos überfrachteten Feuilleton“.
2024 geht Münkler davon aus, dass die Phase der unipolaren Weltordnung beendet und eine von fünf Großmächten (USA, EU, Russland, China und Indien) dominierte Weltordnung im Entstehen sei. Dabei werde keine dieser Mächte eine unipolare globale Vorherrschaft anstreben, da allen die hohen Kosten dieser Position bewusst seien. Unsicher sei in dieser Konstellation die Rolle der EU, die von ihrer internen Einigkeit abhänge – wenn diese misslinge, steige die EU aus der Großmacht-Rolle ab.
Zur Stärkung der Demokratie bringt Münkler die Möglichkeit ein, ergänzend zu Wahlen auch Personen per Losverfahren für die Wahrnehmung öffentlicher Aufgaben auf Kommunal- und z. T. auch Landesebene zu verpflichten. Er plädiert außerdem dafür, dass Unternehmen ehrenamtliche Tätigkeiten ihrer Beschäftigten dulden bzw. fördern.
Münklers Position zum Russisch-Ukrainischen Krieg wurde u. a. vom CDU-Kanzlerkandidat Friedrich Merz zitiert, um für eine stärkere Unterstützung der Ukraine zu argumentieren.

## Mitgliedschaften, Beiräte
Von 1991 bis 1997 war er Sprecher der Sektion „Politische Theorie und Ideengeschichte“ in der Deutschen Vereinigung für Politische Wissenschaften (DVPW). Münkler ist ferner Mitglied im Beirat der Bundesakademie für Sicherheitspolitik (BAKS) und im wissenschaftlichen Beirat der Vierteljahrshefte für Zeitgeschichte, des Jahrbuchs Extremismus & Demokratie  und von Filosofia politica sowie im Redaktionsbeirat der Zeitschrift Neue Gesellschaft/Frankfurter Hefte. Er war Vorsitzender der Leitungskommissionen zur Feuerbach-Gesamtausgabe und zur MEGA (Marx-Engels-Gesamtausgabe) in der Berlin-Brandenburgischen Akademie der Wissenschaften (BBAW), deren Mitglied er seit 1992 ist. Er war Leiter folgender Arbeitsgruppen: „Herausforderungen durch die Fremde“ (1994–1997), „Gemeinwohl und Gemeinsinn“ (1998–2002) und „Eliten-Integration“ (2003–2005) sowie von 2003 bis 2006 Sekretär der Sozialwissenschaftlichen Klasse der BBAW. Außerdem ist Münkler Mitglied der Clausewitz-Gesellschaft und der Deutschen Gesellschaft zur Erforschung des Politischen Denkens (DGEPD). Bis zum September 2019 war er 20 Jahre lang der Vorsitzende der Internationalen Marx-Engels-Stiftung. Zu seinem Nachfolger wurde Michael Quante gewählt.
Münkler ist Mitglied der SPD und war in der hessischen Kommunalpolitik aktiv.

## Auszeichnungen
1995 wurde Münkler mit dem Wissenschaftspreis der Aby-Warburg-Stiftung ausgezeichnet. 2005 folgte die Auszeichnung mit dem Philip Morris Forschungspreis im Bereich „Mensch und Zukunftswelten“. Im Jahr 2009 erhielt er für sein Werk Die Deutschen und ihre Mythen den Preis der Leipziger Buchmesse in der Kategorie Sachbuch/Essayistik sowie den Meyer-Struckmann-Preis für geistes- und sozialwissenschaftliche Forschung der Philosophischen Fakultät der Heine-Universität Düsseldorf für seine Arbeiten zu den „Gesellschaften der Moderne“. Münkler hat für das Wintersemester 2012/2013 und das Sommersemester 2013 das Opus-Magnum-Stipendium der Volkswagen- sowie der Thyssen-Stiftung für das Projekt „Der Erste Weltkrieg. Urkatastrophe des 20. Jahrhunderts oder Durchbruch der Moderne?“ erhalten, weswegen er in den beiden Semestern vor der Veröffentlichung von Der Große Krieg von seinen Lehrverpflichtungen entbunden wurde. 2016 wurde Münkler für Der Große Krieg mit dem Friedrich-Schiedel-Literaturpreis ausgezeichnet. Seine Bücher Die Deutschen und ihre Mythen (Platz 1 im April 2009), Der Große Krieg (Platz 1 im Januar 2014), Kriegssplitter (Platz 6 im Dezember 2015) und Die neuen Deutschen (Platz 3 im Oktober 2016) wurden auf der Liste der Sachbücher des Monats empfohlen. 2017 wurde er Inhaber der Johannes Gutenberg-Stiftungsprofessur für das Sommersemester 2018.
Für Welt in Aufruhr wurde ihm der Hauptpreis des Bruno-Kreisky-Preises für das politische Buch 2023 zuerkannt.

## Schriften (Auswahl)
Münklers Publikationsliste umfasst Einzelwerke, Mitverfasser- und Mitherausgeberschaften sowie Aufsätze in Zeitschriften, Handbüchern und Lexika vorwiegend zur politischen Ideengeschichte und zur Theorie des Krieges.
Monographien
- Machtzerfall. Die letzten Tage des Dritten Reiches dargestellt am Beispiel der hessischen Kreisstadt Friedberg. Siedler Verlag, Berlin 1985 (2., verb. u. erg. Auflage, Europäische Verlagsanstalt, Hamburg 2005, ISBN 3-434-50592-X).
- Odysseus und Kassandra. Politik im Mythos. Fischer Taschenbuch Verlag, Frankfurt am Main 1990, ISBN 3-596-27433-8.
- mit Marina Münkler: Lexikon der Renaissance. C. H. Beck, München 2000, ISBN 3-406-52859-7.
- mit Harald Bluhm: Gemeinwohl und Gemeinsinn. Akademie Verlag, 4 Bände, Berlin 2001/2002, ISBN 978-3-05-003628-1, ISBN 978-3-05-003630-4, ISBN 978-3-05-003678-6, ISBN 978-3-05-003679-3.
- Thomas Hobbes. Campus, Frankfurt am Main u. New York 2001, ISBN 3-593-36831-5.
- Die neuen Kriege. Rowohlt, Reinbek bei Hamburg 2002, ISBN 3-7632-5366-1.
- Über den Krieg. Stationen der Kriegsgeschichte im Spiegel ihrer theoretischen Reflexion. Velbrück Wissenschaft, Weilerswist 2003, ISBN 3-934730-54-X.
- Clausewitz’ Theorie des Krieges. Nomos, Baden-Baden 2003, ISBN 3-8329-0163-9.
- Der neue Golfkrieg. Rowohlt, Reinbek bei Hamburg 2003, ISBN 3-498-04490-7.
- Machiavelli. Die Begründung des politischen Denkens der Neuzeit aus der Krise der Republik Florenz. Fischer Taschenbuch-Verlag, Frankfurt am Main 2004, ISBN 3-596-16178-9.
- Imperien. Die Logik der Weltherrschaft – vom Alten Rom bis zu den Vereinigten Staaten. Rowohlt Berlin, Berlin 2005, ISBN 3-87134-509-1.
- Der Wandel des Krieges. Von der Symmetrie zur Asymmetrie. Velbrück Wissenschaft, Weilerswist 2006, ISBN 3-938808-09-8.[27]
- Die Deutschen und ihre Mythen. Rowohlt Berlin, Berlin 2008, ISBN 978-3-87134-607-1.[28]
- Mitte und Maß. Der Kampf um die richtige Ordnung. Rowohlt Berlin, Berlin 2010, ISBN 978-3-87134-690-3.
- Der Große Krieg. Die Welt 1914 bis 1918. Rowohlt Berlin, Berlin 2013, ISBN 978-3-87134-720-7.[29]
- Macht in der Mitte. Die neuen Aufgaben Deutschlands in Europa. Ed. Körber-Stiftung, Hamburg 2015, ISBN 978-3-89684-165-0.
- „Raum“ im 21. Jahrhundert, nur als E-Book. Rowohlt, Reinbek bei Hamburg 2015, ISBN 978-3-644-12081-5.
- Kriegssplitter. Die Evolution der Gewalt im 20. und 21. Jahrhundert, Rowohlt Berlin, Berlin 2015, ISBN 978-3-87134-816-7.
- mit Grit Straßenberger: Politische Theorie und Ideengeschichte. Eine Einführung (= C. H. Beck Paperback. Bd. 1817). C. H. Beck, München 2016, ISBN 978-3-406-59985-9.
- mit Marina Münkler: Die neuen Deutschen. Ein Land vor seiner Zukunft, Rowohlt Berlin, Berlin 2016, ISBN 978-3-87134-167-0.[30]
- Der Dreißigjährige Krieg. Europäische Katastrophe, deutsches Trauma 1618–1648. Rowohlt Berlin, Berlin 2017, ISBN 978-3-87134-813-6.[31]
- mit Marina Münkler: Abschied vom Abstieg. Eine Agenda für Deutschland. Rowohlt Berlin, Berlin 2019, ISBN 978-3-7371-0060-1.
- Marx, Wagner, Nietzsche. Welt im Umbruch. Rowohlt Berlin, Berlin 2021, ISBN 978-3-7371-0105-9.[32]
- Die Zukunft der Demokratie. Brandstätter Verlag, Wien 2022, ISBN 978-3-7106-0651-9.
- Welt in Aufruhr. Die Ordnung der Mächte im 21. Jahrhundert. Rowohlt Berlin, Berlin 2023, ISBN 978-3-7371-0160-8.
- Macht im Umbruch. Deutschlands Rolle in Europa und die Herausforderungen des 21. Jahrhunderts. Rowohlt, Hamburg 2025, ISBN 978-3-7371-0215-5.

Herausgeberschaften
- mit Iring Fetscher: Pipers Handbuch der politischen Ideen. 5 Bände, Piper, München 1985–1993.

- Band 1: Frühe Hochkulturen und europäische Antike. 1988, ISBN 3-492-02951-5.
- Band 2: Mittelalter. Von den Anfängen des Islams bis zur Reformation. 1993, ISBN 3-492-02952-3.
- Band 3: Neuzeit. Von den Konfessionskriegen bis zur Aufklärung. 1985, ISBN 3-492-02953-1.
- Band 4: Neuzeit. Von der Französischen Revolution bis zum europäischen Nationalismus. 1986, ISBN 3-492-02954-X.
- Band 5: Neuzeit. Vom Zeitalter des Imperialismus bis zu den neuen sozialen Bewegungen. 1987, ISBN 3-492-02955-8.

- Politisches Denken im 20. Jahrhundert. Ein Lesebuch. Piper, München 1997, ISBN 3-492-21987-X.
- Konzeptionen der Gerechtigkeit: Kulturvergleich – Ideengeschichte – moderne Debatte. Nomos, Baden-Baden 1999, ISBN 3-7890-5895-5.
- Der demokratische Nationalstaat in den Zeiten der Globalisierung. Politische Leitideen für das 21. Jahrhundert. Akademie-Verlag, Berlin 2002, ISBN 3-05-003756-3.
- Politikwissenschaft. Ein Grundkurs. Rowohlt, Reinbek bei Hamburg 2003, ISBN 3-499-55648-0.
- Forschungsberichte der interdisziplinären Arbeitsgruppen der Berlin-Brandenburgischen Akademie der Wissenschaften, Band I–IV, jeweils hrsg. von Herfried Münkler und Harald Bluhm:
  - Gemeinwohl und Gemeinsinn. Historische Semantiken politischer Leitbegriffe. Akademie Verlag, Berlin, 2001 (Bd. I).
  - Gemeinwohl und Gemeinsinn. Rhetoriken und Perspektiven sozial-moralischer Orientierung. Akademie Verlag, Berlin 2002 (Bd. II).
  - Gemeinwohl und Gemeinsinn im Recht. Konkretisierung und Realisierung öffentlicher Interessen. Akademie Verlag, Berlin 2002 (Bd. III).
  - Gemeinwohl und Gemeinsinn. Zwischen Normativität und Faktizität. Akademie Verlag, Berlin 2002 (Bd. IV).
- mit Eva Marlene Hausteiner: Die Legitimation von Imperien. Strategien und Motive im 19. und 20. Jahrhundert. Campus-Verlag, Frankfurt am Main u. a. 2012, ISBN 978-3-593-39784-9.